# Senua's Saga: Hellblade II
Senua's Saga: Hellblade II es el segundo videojuego desarrollado por Ninja Theory desde su compra por parte de Microsoft. Fue lanzado en Xbox Series X/S y Microsoft Windows el 21 de mayo de 2024. Se lanzará en PlayStation 5 el 12 de agosto de 2025.

## Jugabilidad
Senua's Saga: Hellblade II es un juego de acción y aventuras en tercera persona. Mantiene los conceptos y elementos de juego de su predecesor, incluida la muerte permanente, la utilización de acertijos y runas para avanzar y un examen del estado mental de Senua. También se incluirá en el juego un nuevo sistema de lucha, más dinámico y realista que el anterior. Junto con los propios antecedentes y conexiones de Senua, el juego profundizará en la mitología y la historia nórdicas que sirvieron de inspiración para la narrativa.
El diseñador de combate Juan Fernández explicó que Ninja Theory está subiendo el listón con respecto al combate de Hellblade II. Juan Fernández señaló que en el desarrollo del juego anterior trabajaron menos de 20 personas y Ninja Theory ha incrementado sus esfuerzos de producción para el siguiente. Como resultado, habrá combates más complejos y una variedad más amplia de oponentes en Hellblade II.

## Anuncio
Durante la gala de premiación de The Game Awards 2019, Phil Spencer anunció la nueva consola de Microsoft que sucedería a la Xbox One y que hasta el momento era conocida bajo el nombre clave "Project Scarlett", la Xbox Series X|S, y junto a este anunció, se presentó Senua's Saga: Hellblade II —secuela de Hellblade: Senua's Sacrifice— siendo el primer juego anunciado para la Xbox Series X|S.
En el avance se puede apreciar a Senua mientras realiza un ritual, rodeada de seguidores desconocidos, y además se confirma que Melina Juergens volverá a interpretarla. La banda Heilung compondrá la banda sonora y su canción utilizada en el video es «In Maidjan».